# Austroagallia bifurcata
Austroagallia bifurcata är en insektsart som beskrevs av Singh och Gill 1973. Austroagallia bifurcata ingår i släktet Austroagallia och familjen dvärgstritar. Inga underarter finns listade i Catalogue of Life.